# Мисс Россия 2015
Мисс Россия 2015 — 23-й национальный конкурс красоты Мисс Россия, финал которого состоялся 18 апреля 2015 года в концертном зале «Барвиха Luxury Village». В финале конкурса приняли участие 50 участниц из разных регионов России. Победительницей конкурса стала 21-летняя представительница Екатеринбурга — София Никитчук.

## Результаты конкурса
| Итоговое место   | Участница |
| ---------------- | --- |
| Мисс Россия 2015 | - Екатеринбург — София Никитчук |
| 1 Вице-Мисс      | - Чита — Владислава Евтушенко |
| 2 Вице-Мисс      | - Воронеж — Анастасия Найденова |
| Топ 10           | - Таганрог — Елизавета Матвеева - Москва — Ольга Красикова - Челябинск — Екатерина Феоктистова - Тюмень — Дарья Норкина - Ярославль — Елена Рошаль - Амурская область — Мария Тугускина - Хабаровск — Елена Бойко |
| Топ 20           | - Ростов-на-Дону — Дарья Мартыненко - Саратов — Кристина Одинцова - Волгодонск — Валерия Журавлева - Калининград — Иветта Макарова - Тюменская область — Ксения Землянникова - Волхов (город) — Дарья Шмакова - Горно-Алтайск — Мария Зубюк - Якутия — Лидия Семенова - Калмыкия — Кермен Сангаджи-Горяева - Ханты-Мансийск — Александра Маслакова |

## Список участниц
| Имя                     | Город                   | Возраст (лет) | Рост (см) | Параметры |
| ----------------------- | ----------------------- | ------------- | --------- | --------- |
| Виолетта Игоршина       | Краснодар               | 21            | 177       | 83-63-91  |
| Виктория Баканова       | Ставрополь              | 20            | 178       | 86-61-92  |
| Анжелика Помитун        | Симферополь             | 23            | 176       | 85-62-90  |
| Евгения Дравина         | Калининградская область | 18            | 173       | 93-64-93  |
| Яна Васильева           | Самара                  | 21            | 178       | 86-59-89  |
| Анастасия Вячеславова   | Санкт-Петербург         | 22            | 178       | 88-64-91  |
| Дарья Мартыненко        | Ростов-на-Дону          | 19            | 173       | 84-62-89  |
| Нина Ускова             | Пермь                   | 20            | 176       | 86-61-91  |
| Евгения Пучинская       | Республика Карелия      | 20            | 176       | 85-63-92  |
| Мария Зубюк             | Горно-Алтайск           | 23            | 177       | 88-62-92  |
| Евгения Сидорова        | Новосибирск             | 23            | 176       | 83-60-90  |
| Ксения Землянникова     | Тюменская область       | 18            | 180       | 83-60-92  |
| Вероника Тюрина         | Оренбург                | 18            | 173       | 88-62-93  |
| Елена Бойко             | Хабаровск               | 18            | 174       | 91-60-92  |
| Наталья Самилык         | Северодвинск            | 19            | 174       | 86-63-92  |
| Елизавета Матвеева      | Таганрог                | 19            | 181       | 86-61-92  |
| Виктория Рогова         | Томск                   | 21            | 177       | 85-62-92  |
| Виктория Романова       | Республика Татарстан    | 19            | 177       | 85-63-91  |
| Елена Рошаль            | Ярославль               | 19            | 180       | 88-63-94  |
| Валерия Журавлёва       | Волгодонск              | 19            | 174       | 83-61-92  |
| Диана Адиятуллина       | Уфа                     | 22            | 178       | 85-61-90  |
| Ксения Никитенко        | Киров                   | 19            | 179       | 83-63-90  |
| Алия Зинатуллина        | Казань                  | 21            | 176       | 81-60-89  |
| Мария Засорина          | Барнаул                 | 20            | 178       | 85-61-93  |
| Екатерина Самойлова     | Большой Камень          | 18            | 177       | 83-60-91  |
| Ольга Красикова         | Москва                  | 21            | 175       | 85-62-94  |
| Анна Котова             | Кировск                 | 18            | 174       | 81-60-84  |
| Иветта Макарова         | Калининград             | 22            | 175       | 88-58-88  |
| Анна Шкуренкова         | Севастополь             | 19            | 175       | 85-62-89  |
| Екатерина Феоктистова   | Челябинск               | 19            | 174       | 82-61-92  |
| Кристина Клименко       | Керчь                   | 20            | 173       | 88-60-90  |
| Оксана Стояновская      | Сочи                    | 19            | 177       | 83-61-89  |
| Ксения Шуракова         | Иваново                 | 20            | 174       | 85-60-91  |
| Лидия Семёнова          | Республика Саха         | 21            | 178       | 83-62-92  |
| Анастасия Попова        | Мурманск                | 20            | 180       | 84-62-92  |
| Александра Александрова | Тверь                   | 19            | 180       | 88-62-92  |
| Кермен Сангаджи-Горяева | республика Калмыкия     | 21            | 173       | 88-62-92  |
| Маргарита Паркина       | Саратовская область     | 22            | 175       | 86-62-92  |
| Анастасия Лепихова      | Старый Оскол            | 21            | 175       | 88-61-90  |
| Дарья Шмакова           | Волхов                  | 19            | 175       | 85-60-90  |
| Татьяна Скачко          | Новороссийск            | 19            | 177       | 90-63-93  |
| Дарья Кузнецова         | Белгород                | 21            | 179       | 84-63-90  |
| Александра Маслакова    | Ханты-Мансийск          | 19            | 175       | 84-59-90  |
| Дарья Норкина           | Тюмень                  | 18            | 178       | 87-60-93  |
| Кристина Одинцова       | Саратов                 | 19            | 174       | 85-62-92  |
| Дарья Пятковская        | Красноярский край       | 21            | 176       | 83-62-93  |
| Мария Тугускина         | Амурская область        | 20            | 180       | 84-61-92  |

## Снятие с конкурса
С конкурса красоты была снята представительница города Курск — Регина Головкова, из-за позднего приезда на финальное мероприятие.